# Списак социјалистичких држава
Списак држава, које су се у било којем тренутку историје прогласиле социјалистичкима или су преузеле неке одлике разних варијанта социјализма у својим уставима.
Постојале су или постоје земље у којима су на власти биле социјалистичке странке, али оне нису нужно тиме усвајале социјализам у свом имену или уставу. Такве земље овде нису наведене. Међутим, постоје земље у којима социјалистичке странке нису на власти, али будући да у њиховим уставима има референци на било који облик социјализма, оне су убројене у овај списак.

## Марксистичко-лењинистичке
На Западу су ове државе буквално називане „комунистичкима“, јер су њихове владајуће партије у свом имену садржавале назив „комунистичка“. Заправо су те државе себе сматрале социјалистичкима, што је било потврђено и у њиховим уставима. Дефинисане су као облици владавине у којима држава функционише у склопу једнопартијског система и у којој је марксизам-лењинизам прихваћен као званична идеологија.
Данас готово да уопште не постоје социјалистичке државе са друштвено-политичким уређењем које је постојало до 1989. односно до пада Берлинског зида. Такве државе су ретке попут: ДНР Кореје, Кубе као и делимично Белорусије и Придњестровља које нису званично под влашћу комунистичке партије. Друге државе попут НР Кине, Вијетнама и Лаоса де факто функционишу према капиталистичкој економији, док владавина комунистичке партије представља само државни апарат за одржање режима на власти. У овим државама социјализам је само изговор за спровођење експлоатације радника од стране тзв. једнопартијског аутократског капитализма.
У државама Запада, дефиниција социјализма јесте омогућавање социјалних бенефиција које капиталистичка држава обезбеђује својим грађанима. Западњачка дефиниција комунизма јесте супротно од капитализма, односно да се капитал свима распоређује једнако, како би отприлике сви грађани имали сличан или једнак социјални статус.

### Садашње
- Социјалистичка Република Вијетнам – након званичног уједињења Вијетнама од 2. јула 1976, у Северном Вијетнаму од 1954. године[1]
- Народна Република Кина – од 1. октобра 1949. године[2]
- Демократска Народна Република Кореја – од 9. септембра 1948.[3]; у уставу Северне Кореје, све референце на марксизам-лењинизам су уклоњене 1992, а званична филозофија земље постала је Џуче идеја. Међутим, Џуче је такође описана и као креативна примена марксизма-лењинизма[4]
- Република Куба – од 1. јануара 1959. године[5]
- Демократска Народна Република Лаос – од 2. децембра 1975. године[6][7][8]

### Бивше
- Демократска Република Авганистан (27. април 1978 – 28. април 1992)
- Народна Социјалистичка Република Албанија (1. јануар 1946 – 22. март 1992)
- Народна Република Ангола (11. новембар 1975 – 27. август 1992)
- Народна Република Бенин (30. новембар 1975 – 1. март 1990)
- Народна Република Бугарска (15. септембар 1946 – 7. децембар 1990)
- Демократска Република Вијетнам (2. септембар 1945 – 2. јул 1976)
- Народна револуционарна влада Гренаде (13. март 1979 – 25. октобар 1983)
- Прелазна Војна Влада Социјалистичке Етиопије (28. јун 1974 – 10. септембар 1987)
- Народна Демократска Република Етиопија (10. септембар 1987 – 27. мај 1991)
- Демократска Народна Република Јемен (30. новембар 1967 – 22. мај 1990)
- Социјалистичка Федеративна Република Југославија (29. новембар 1945 – 27. април 1992)
- Демократска Кампућија (4. април 1976 – 7. јануар 1979)
- Народна Република Кампућија (7. јануар 1979 – 23. октобар 1991)
- Народна Република Конго (3. јануар 1970 – 15. март 1992)
- Народна Република Мађарска (20. август 1949 – 23. октобар 1989)
- Народна Република Мозамбик (25. јун 1975 – 1. децембар 1990)
- Народна Република Монголија (24. новембар 1924 – 12. фебруар 1992)
- Немачка Демократска Република (7. октобар 1949 – 3. октобар 1990)
- Народна Република Пољска (28. јун 1945 – 19. јул 1989)
- Социјалистичка Република Румунија (30. децембар 1947 – 22. децембар 1989)
- Савез Совјетских Социјалистичких Република (30. децембар 1922 – 26. децембар 1991)
- Демократска Република Сомалија (21. октобар 1976 – 26. јануар 1991)
- Народна Република Тува (14. август 1921 – 11. октобар 1944)
- Чехословачка Социјалистичка Република (9. јун 1948 – 29. март 1990)

## Не-марксистичко-лењинистичке
Списак земаља у чијим уставима има референци на социјализам, али се не примењује марксизам-лењинизам. Као такве, оне су прихватиле различите верзије и погледе на социјализам. Тако су Либија или Египат у одређеним етапама примењивале или примењују различите верзије Арапског социјализма. Странка Куоминтанг, која је владала целокупном Републиком Кином до 1949. године, прихватила је тзв. Кинески социјализам. У неким афричким земљама, попут Танзаније, званична идеологија била је Афрички социјализам.

### С референцама у уставу
- Народна Република Бангладеш – од 16. децембра 1971.[9]
- Ко-оперативна Република Гвајана – од 23. фебруара 1970.[10]
- Република Индија – од 15. августа 1947.[11]
- Република Кина – од 1. јануара 1912.[12]
- Република Португалија – од 26. априла 1976.[13]
- Уједињена Република Танзанија – од 26. априла 1964.[14]
- Демократска Социјалистичка Република Шри Ланка – од 7. септембра 1978.[15]

Међународно непризнате
- Придњестровље – од 17. јануара 1996.[16]

### Бивше
- Народна Демократска Република Алжир (15. септембар 1963 – октобар 1988)[17]
- Буркина Фасо (4. август 1984 – 15. октобар 1987)
- Бурманска унија (4. јануар 1948 – 2. март 1974)
- Социјалистичка Република Бурманске уније (2. март 1974 – 23. септембар 1988)[18]
- Република Гана (8. април 1961. – 24. фебруар 1966; 31. децембар 1981 – 7. јануар 2001)[19][20]
- Народна Револуционарна Република Гвинеја (2. октобар 1958 – 3. април 1984)
- Република Гвинеја-Бисао (24. септембар 1973 – 17. фебруар 2000)
- Арапска Република Египат – (11. септембар 1971 – 26. март 2007)[21]
- Република Замбија (24. октобар 1964 – 2. новембар 1991)
- Народна Република Занзибар и Пемба (12. јануар – 26. април 1964)
- Република Зеленортска Острва (8. јул 1975 – 22. март 1991)
- Република Зимбабве (18. април 1980 – 4. октобар 1988)
- Држава Израел
- Република Индонезија (18. август 1945 – 12. март 1967)
- Република Ирак (14. јул 1958 – 16. јул 1979)
- Арапска Република Јемен (27. септембар 1962 – 22. мај 1990)
- Република Кенија (6. децембар 1969 – 12. јануар 1992)
- Држава Комори (3. август 1975 – 13. мај 1978)
- Либијска Арапска Република (1. септембар 1969 – 2. март 1977)[22]
- Велика Социјалистичка Народна Либијска Арапска Џамахирија (2. март 1977 – 20. октобар 2011)[22]
- Демократска Република Мадагаскар (21. децембар 1975 – 19. август 1992)
- Република Мали (6. децембар 1968 – 12. јануар 1992)
- Сједињене Мексичке Државе (1. децембар 1928 – 1. децембар 2000)
- Република Никарагва (16. јул 1979 – 25. април 1990)
- Савез Афричких Држава (23. новембар 1958 – 1962)
- Демократска Република Сао Томе и Принципе (12. јул 1975 – 3. април 1991)
- Република Сенегал (6. септембар 1960 – 1. април 2000)
- Република Сејшели (5. јун 1977 – 26. јул 1992)
- Сиријска Арапска Република (9. март 1963 – 27. фебруар 2012)
- Демократска Република Судан (25. мај 1969 – 15. децембар 1985)
- Република Суринам (25. фебруар 1980 – 30. децембар 1987)
- Република Тангањика (9. децембар 1962 – 26. април 1964)
- Република Тунис (25. јул 1957 – 27. фебруар 1988)
- Република Уганда (15. април 1966 – 25. јануар 1971)
- Уједињена Арапска Република (22. фебруар 1958 – 28. септембар 1961)
- Република Чад (1962 – 1990)

Међународно непризнате
- Палестинска Народна Самоуправа (5. јул 1994 – 15. јануар 2005)

## Краткотрајне
Списак краткотрајних држава, које су најчешће биле формиране за време ратова или револуција (највише њих након Првог светског рата) и сматрале се социјалистичкима под било којом дефиницијом, али нису опстале довољно дуго да би формирале стабилну власт или стекле међународно признање.
- Азербејџанска Народна Влада (новембар 1945 – децембар 1946)
- Демократска Влада Албаније (20. октобар 1944 – 11. јануар 1946)
- Алзашка Совјетска Република (9. – 22. новембар 1918)
- Штрајк рудара у Астурији 1934. (де факто) (5. – 18. октобар 1934)
- Баварска Совјетска Република (6. април – 3. мај 1919)
- Бесарабијска Совјетска Социјалистичка Република (мај – септембар 1919)
- Галицијска Совјетска Социјалистичка Република (8. јул – 21. септембар 1920)
- Политички комитет народног ослобођења (Грчка) (10. март 1944 – 28. август 1949)
- Доњецк-Кривојрошка Совјетска Република (12. фебруар – мај 1918)
- Естонска радничка комуна (29. новембар 1918 – 5. јун 1919)
- Демократска Република Јемен (21. мај – 7. јул 1994)
- Кинеска Совјетска Република (7. новембар 1931 – октобар 1934)
- Народна Република Кореја (6. септембар 1945 – фебруар 1946)
- Привремени Народни Комитет за Северну Кореју (фебруар 1946 – 9. септембар 1948)
- Кримска Совјетска Социјалистичка Република (април – јун 1919)
- Лимерички Совјет (15. – 27. април 1919)
- Летонска Социјалистичка Совјетска Република (17. децембар 1918 – 13. јануар 1920)
- Литванска Социјалистичка Совјетска Република (16. децембар 1918 – 27. фебруар 1919)
- Литванско-Белоруска Совјетска Социјалистичка Република (27. фебруар – 25. август 1919)
- Мађарска Совјетска Република (21. март – 6. август 1919)
- Република Махабад (22. јануар – 15. децембар 1946)
- Муганска Совјетска Република (март – јун 1919)
- Немачка Социјалистичка Република (9. новембар 1918 – 11. август 1919)
- Совјетска Република Најсар (децембар 1917 – 26. фебруар 1918)
- Одеска Совјетска Република (31. јануар – 13. март 1918)
- Париска комуна (18. март – 28. мај 1871) - прва социјалистичка република у историји
- Персијска Социјалистичка Совјетска Република (9. јун 1920 – септембар 1921)
- Привремена Револуционарна Влада Републике Јужни Вијетнам (30. април 1975 – 2. јун 1976)
- Словачка Совјетска Република (16. јун – 7. јул 1919)
- Совјетска Социјалистичка Република Таврида (19. март – 30. април 1918)
- Украјинска Народна Република Совјета (25. децембар 1917 – март 1918)
- Украјинска Совјетска Република (19. март – 18. април 1918)
- Финска Социјалистичка Радничка Република (28. јануар – 29. април 1918)
- Хунански Совјет (1927)
- Социјалистичка Република Чиле (4. јун – 13. септембар 1932)

### Укључене у Совјетски Савез
- Совјетска Социјалистичка Република Абхазија (21. мај – 16. децембар 1921)
- Азербејџанска ССР (2. април 1920 – 12. март 1922)
- Белоруска ССР (31. јул 1920 – 30. децембар 1922)
- Бухарска Народна Совјетска Република (8. октобар 1920 – 17. фебруар 1925)
- Грузијска ССР (25. фебруар 1921 – 12. март 1922)
- Далекоисточна Република (6. април 1920 – 15. новембар 1922)
- Закавкаска Совјетска Социјалистичка Република (12. март 1922 – 30. децембар 1922)
- Јерменска ССР (29. децембар 1920 – 12. март 1922)
- Руска СФСР (7. новембар 1917 – 30. децембар 1922)
- Туркестанска Социјалистичка Федеративна Република (30. април 1918 – 27. октобар 1924)
- Украјинска ССР (10. март 1919 – 30. децембар 1922)
- Финска Демократска Република (1. децембар 1939 – 12. март 1940)
- Хорезманска Народна Совјетска Република (26. април 1920 – 20. октобар 1923)